# Günther Steiner
Günter Steiner (født d. 7. april 1965) er en italiensk-amerikansk motorsport ingeniør, som 2014-2024 var teamchef for Formel 1-holdet Haas F1.

## Karriere

### Rally (1986-2001)
Steiner begyndte sin karriere som ingeniør i rally i 1986, og over de næste 15 år arbejdede han for flere forskellige europæiske rallyhold.

### Jaguar (2001-2003)
Steiner gjorde sin entré i Formel 1 i 2001, da han blev hyret til at arbejde under Jaguar Racings teamchef Niki Lauda. Efter en skuffende 2002 sæson blev Lauda fyret, og Steiner mistede også sin rolle. Steiner forblev dog teknisk set som del af holdet, men arbejdede ikke i 2003 sæsonen.

### Red Bull (2005-2008)
Steiner gjorde sit comeback i Formel 1 i 2005, da han skiftede til Red Bull Racing.
Steiner forlod dog igen Formel 1 i 2006, men forblev hos Red Bull da han flyttede til USA for at blive administrativ direktør for Red Bull's nye NASCAR hold. Steiner forblev i denne rolle frem til 2008.

### Haas (2014-2024)
Steiner forblev i USA efter at han forlod Red Bull, og stiftede i 2009 et firma kaldet FibreWorks Composites.
Steiner blev i 2014 valgt til at være den nye hovedchef for Haas F1, hvilke ville blive det første amerikanske Formel 1-hold i mere end 30 år. Haas gjorde deres indtræden i Formel 1 i 2016 sæsonen.
I januar 2024 annonceredes det at Haas havde valgt ikke at forny Steiners kontrakt. Hans afløser bliver Ayao Komatsu. 